# Jens Boden
Jens Boden (ur. 29 sierpnia 1978 w Dreźnie) – niemiecki łyżwiarz szybki, brązowy medalista olimpijski.

## Kariera
Największe sukcesy Jens Boden osiągnął podczas igrzysk olimpijskich w Salt Lake City w 2002 roku. Zdobył tam brązowy tam na dystansie 5000 metrów, przegrywając jedynie z Holendrem Jochemem Uytdehaage i Amerykaninem Derekiem Parrą. Na tych samych igrzyskach był też piąty na dystansie 10 000 m. Podczas rozgrywanych cztery lata później igrzysk w Turynie wystartował tylko w biegu na 5000 m, kończąc rywalizację na 20. pozycji. Boden brał też udział w wielobojowych mistrzostwach świata w Seulu w 2004 roku, zajmując czternaste miejsce. Nigdy nie stał na podium zawodów Pucharu Świata. Zdobył ponadto pięć brązowych medali mistrzostw kraju na dystansach 5000 i 10 000 m.